# Пименов, Николай Николаевич

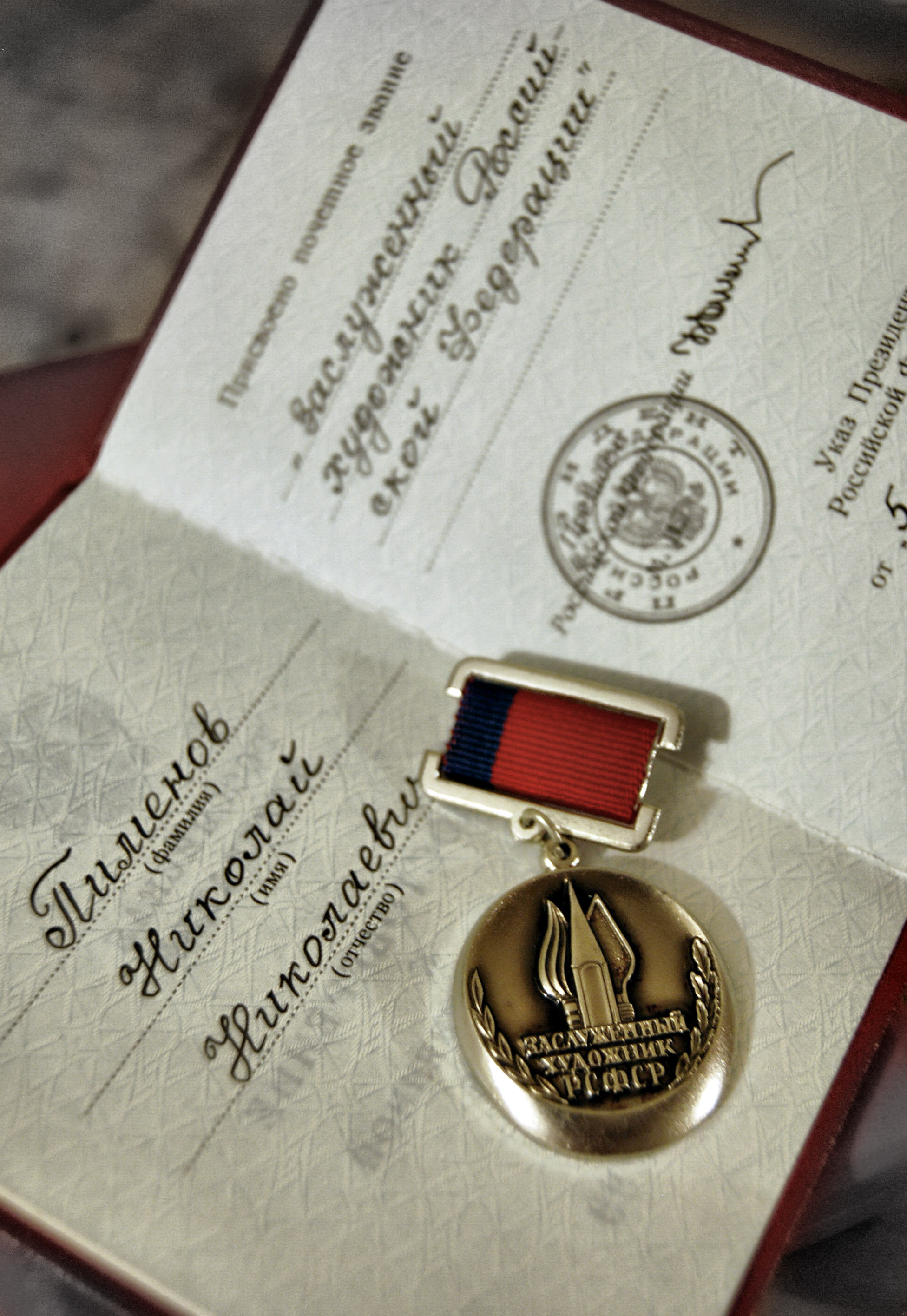
Заслуженный художник Российской Федерации

Николай Николаевич Пименов (2 мая 1927, Черёмухово, Уральская область — 26 октября 2005, Киров) — художник-пейзажист, заслуженный художник Российской Федерации (1995). Участник международных, всесоюзных, республиканских, зональных художественных выставок.

## Биография
Николай Николаевич Пименов родился 2 мая 1927 года в селе Черёмухово Черёмуховского сельсовета Курганского района Курганского округа Уральской области, с 6 августа 1979 года село в черте города Кургана Курганской области. Сюда его родители переехали из Вятки (ныне Киров).
В начале 1930-х годов семья вернулась в город Киров, где художник и прожил всю свою жизнь.
Уже в школе Пименов выделялся художественными способностями и вскоре стал посещать пленэр вместе с учителем рисования, приехавшим из Пензы.
С 1942 по 1944 год Николай Пименов учился в железнодорожном училище.
28 ноября 1944 года призван на службу в Рабоче-крестьянскую Красную Армию Молотовским РВК города Кирова. Прошёл курсы минометчиков в 44-м учебном стрелковом полку 48-й учебной стрелковой дивизии. Группу готовили к отправке на фронт, но война с германским фашизмом подходила к концу.
После окончания 70-й Троицкой школы воздушных стрелков-радистов Пименова перебросили на Дальний Восток уже с новой специальностью стрелка-радиста скоростного бомбардировщика. В Советско-японской войне он принял участие как специалист по ремонту самолетов. После окончания войны он служил радиотелеграфистом и воздушным стрелком-радистом аэросъемочной авиационной эскадрильи в Николаевске-на-Амуре. С 1949 года проходил службу на военном аэродроме Белая в Иркутской области. Однако любимое увлечение будущий художник не оставлял, самостоятельно учился искусству, занимался рисованием в армейских художественных студиях. Демобилизован в 1951 году в звании (?).
Природный дар неумолимо направлял его на путь изобразительного творчества.
После возвращения, Пименов работал художником оформителем. Вместе с этим он продолжил упорно учиться мастерству у более опытных вятских художников — С. Мезенцева, А. Потехина. Многие годы он был учеником и другом П. С. Вершигорова. Пименов часто посещает студию при художественном музее, совершенствуется в мастерстве на Академической даче в Решетниках, сыгравшей огромную роль в формировании творческой личности художника.
С 1957 года Н. Н. Пименов постоянный участник сначала областных, а потом более значительных всесоюзных и международных художественных выставок.
С 1965 года работал в художественном совете Кировского отделения художественного фонда РСФСР.
В 1971 году принят в Союз художников СССР, после распада СССР — Союз художников России. В 1978—1983 годах был председателем Кировской организации Союза художников РСФСР.
В 1980 году купил дом  на берегу реки Юг в деревне Гурьево Подосиновского района Кировской области. Большую часть своего творчества Н. Н. Пименов посвятил пейзажу. Каждое лето художник проводил в деревне, где создавал полотна впитавшие в себя всю красоту Вятского севера.
В 1982—1987 годах был членом комиссии по живописи Союза художников РСФСР.
Н.Н. Пименов дважды избирался председателем правления Юровского Художественного фонда. Был делегатом V съезда художников СССР (1982), членом комиссии по живописи Союза художников. Избирался членом всероссийских зональных выставок зоны «Советский Север». Избирался председателем правления КОСХ.
Николай Николаевич Пименов умер 26 октября 2005 года в своем доме в городе Кирове Кировской области. Похоронен на Лобановском кладбище в Ленинском районе города Кирова.

## Творчество
Творческое наследие художника необычайно богато. Работы мастера находятся в Кировском областном государственном бюджетном учреждении культуры «Вятский художественный музей имени В. М. и А. М. Васнецовых», в музеях городов Слободского, Лальска, Бейска, в частных коллекциях в России и за рубежом, бережно хранятся в семейном собрании.

Живопись Николая Николаевича Пименова, без сомнения, можно отнести к той категории  искусства, в которой воплощается  великая радость созерцания таинства бытия, соотнесенного с миром природы. Художник обладает магической силой таланта, способной преображать незаметное, обыденное, простое в прекрасную картину целого мироздания. Реальный мир природы, воплощенный в его картинах, настолько изменчив и неповторим, как неповторимо каждое мгновение нашей жизни.кандидат искусствоведения, член Союза художников России Л.Б. Горюнова.

Персональные выставки:

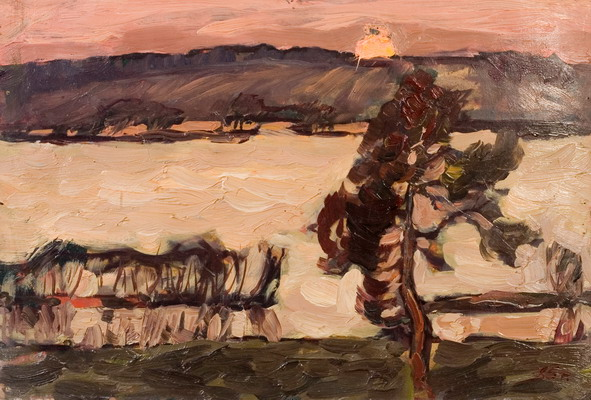
Вятский Север. 1985 г.

- 1992, 2007 в п. Подосиновец Кировской области;
- 1995, 2002 «Душа незримо чует мир», 2007 «Линия времени», 2017 в городе Кирове.

## Награды
Почётное звание «Заслуженный художник Российской Федерации», 5 августа 1995 года.

## Картины художника

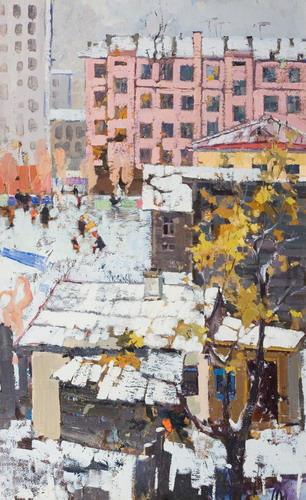
Вятка. Дворик. 1969 г.
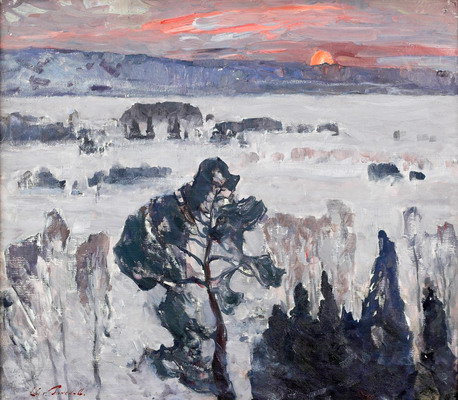
Туманы. 1984 г.
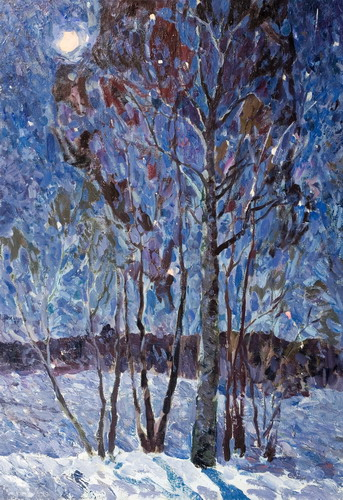
Тишина. Март. 1976 г.
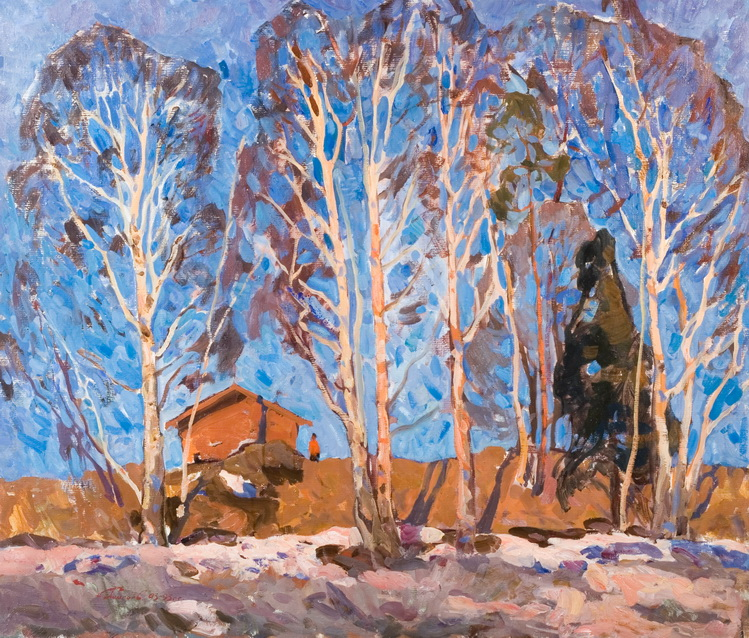
Апрельская таль. 1995 г.

## Семья
Отец Николай Пименов, мать Клавдия Игнатьевна.
Был женат, сын Владимир (род. 1953), сын Николай (род. 1954), дочь Натальь (род. 1965).